# De Helper
De Helper is een poldermolen op de oostelijke oever van het Paterswoldsemeer in de gemeente Groningen, in het gehucht Nijveensterkolk.
De molen is in 1863 gebouwd ten zuiden van de stad Groningen voor de bemaling van de polder Helpman met behulp van een vijzel. De molen raakte in de jaren zestig van de twintigste eeuw definitief buiten gebruik en raakte in verval. De molen werd vanwege uitbreiding van de stad Groningen en de aanleg van de A28 in 1969 op zijn oorspronkelijke plek afgebroken en in 1971 bij het Paterswoldsemeer weer opgebouwd. De bemaling is nu in een circuit aangelegd voor watercirculatie van de sloten aan de oostelijke kant van het meer. De molen is op vrijwillige basis in bedrijf.

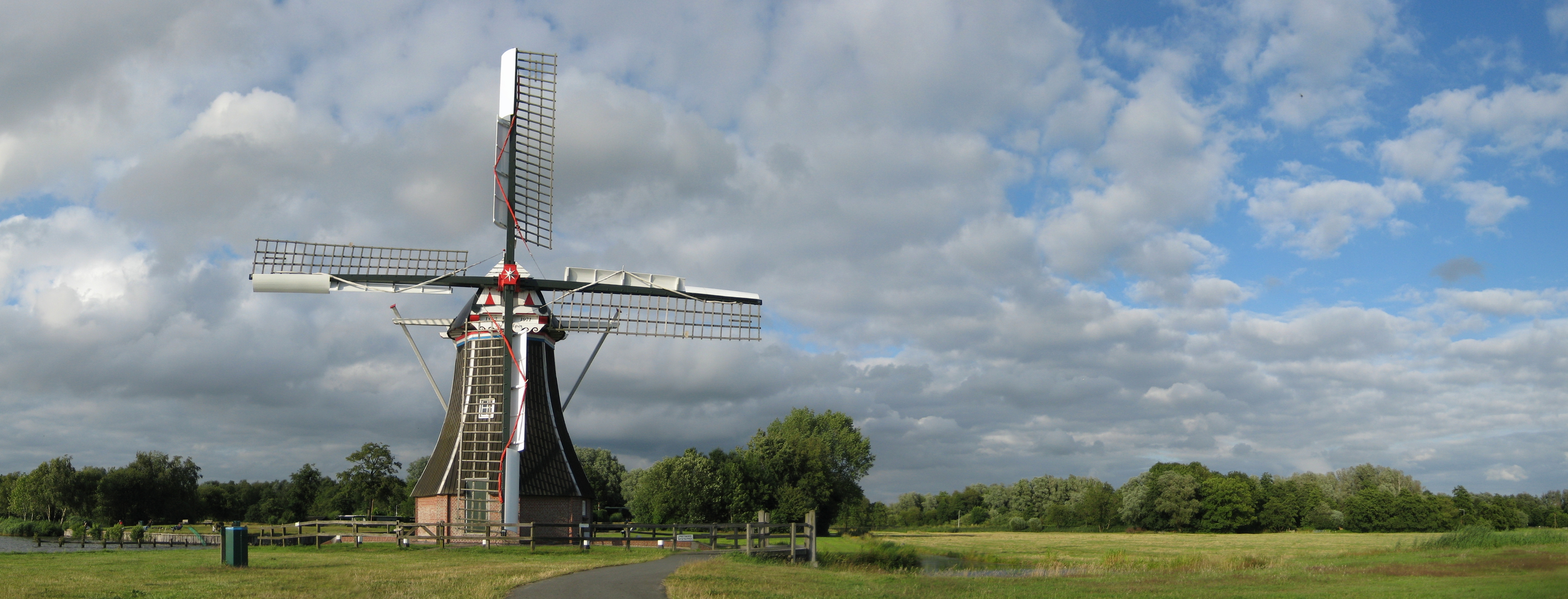
De Helper in 2009